# Обильный (Волгоградская область)
Обильный — посёлок в Иловлинском районе Волгоградской области России. Входит в состав Медведевского сельского поселения.

## География
Посёлок находится в центральной части Волгоградской области, в степной зоне, в пределах Приволжской возвышенности, на левом берегу реки Лозной, на расстоянии примерно 25 километров (по прямой) к востоку-юго-востоку (ESE) от посёлка городского типа Иловля, административного центра района. Абсолютная высота — 65 метров над уровнем моря.

## История
Согласно указу Президиума Верховного Совета РСФСР от 28 мая 1962 года № 745/19 «О переименовании некоторых населенных пунктов Волгоградской области» посёлок фермы № 3 совхоза «Пролетарий» был переименован в посёлок Обильный.

## Население
| 2010 |
| ---- |
| 86   |

Гендерный состав
По данным Всероссийской переписи населения 2010 года в гендерной структуре населения мужчины составляли 50 %, женщины — соответственно также 50 %.
Национальный состав
Согласно результатам переписи 2002 года, в национальной структуре населения русские составляли 73 % из 86 чел.

## Улицы
Уличная сеть посёлка состоит из одной улицы (ул. Виноградная).